# 3,4,6-Tri-O-acetyl-β-D-glucopyranosylchlorid
3,4,6-Tri-O-acetyl-β-D-glucopyranosylchlorid (Trivialname: Triacetylchlorglucose) ist eine chemische Verbindung, die sich von der Glucose ableitet. Es ist als Zwischenprodukt in der organischen Synthese von Bedeutung. Neben den drei Essigsäureestern besitzt die Triacetylchlorglucose außerdem eine Halohydrin-Funktion.

## Gewinnung und Darstellung
Triacetylchlorglucose wurde erstmals 1921 von Percy Brigl synthetisiert. Dieser gewann es durch Verseifung von 3,4,6-Tri-O-acetyl-2-O-trichloracetyl-β-D-glucopyranosylchlorid in wasserfreiem, etherischem Ammoniak bei 0 °C. Das Rohprodukt wurde mit 67 % Ausbeute erhalten. Als Nebenprodukt entsteht in stöchiometrischer Menge Trichloracetamid. Zur Reinigung des Produktes wurde eine Umkristallisation aus Ethylacetat angewendet.

## Eigenschaften

### Physikalische Eigenschaften
Triacetylchlorglucose ist thermisch instabil. Die besondere Stellung der Halohydrin-Funktion am anomeren Zentrum führt zu einer höheren Labilität, sodass die Abspaltung von Chlorwasserstoff (als Rückreaktion der Ringöffnung eines Epoxids) das Brigl-Anhydrid liefert. Letzteres wurde von Brigl zwar in seiner Publikation zur Synthese der Triacetylchlorglucose noch nicht erwähnt, jedoch bereits ein Jahr später ebenfalls näher beschrieben. Aufgrund der thermischen Zersetzung ist es fraglich, ob der von Brigl angegebene Schmelzpunkt der Triacetylchlorglucose mit 158 °C wirklich als Schmelzpunkt dieser Verbindung angesehen werden kann. Brigl bemerkte selbst, dass dieser Schmelzpunkt nur gemessen werden konnte, wenn die Probe in ein bereits auf 145 °C vorgeheiztes Bad getaucht wurde. Bei stetiger Erwärmung maß er niedrigere Schmelzpunkte.
Die Kristalle der Triacetylchlorglucose beschrieb Brigl als „Nadelgruppen mit einem gewissen oberflächlichen Glanz“.

### Chemische Eigenschaften
Mit Alkoholen reagiert Trichloracetylglucose als Elektrophil im Sinne der Koenigs-Knorr-Methode. Die freie Hydroxygruppe ist außerdem in der Lage, mit Thionylchlorid als Nukleophil zu reagieren (es entsteht ein Chlorsulfinsäureester). Mit essigsaurem Bromwasserstoff entsteht Acetobromglucose. Mit Essigsäureanhydrid und Zink(II)-chlorid entsteht Pentaacetyl-α-D-glucose, sowie in geringerer Menge Pentaacetyl-β-D-glucose.

## Verwendung
Aus Triacetylchlorglucose lässt sich durch Reaktion mit Phosphorpentachlorid die freie Hydroxygruppe in ein Chlorid überführen und man gewinnt somit eine Triacetyldichlorpyranose (die Konfiguration der Positionen 1 und 2 ist nicht bekannt). Die C–Cl-Bindung lässt sich außerdem solvolytisch spalten, sodass etwa in Essigsäure schon bei Raumtemperatur 1,3,4,6-Tetra-O-acetyl-α-D-glucopyranose entsteht.